# Jean-Marc Duménil
Jean-Marc Duménil (* 1959 oder 1960; † 1. August 2023) war ein französischer Jazzmusiker (Schlagzeug), der sich vor allem in der Musikszene von Rouen betätigte.

## Leben und Wirken
Duménil begann seine Karriere als Musiker, nachdem er 1982 seine Ausbildung am Konservatorium  mit Auszeichnung abgeschlossen hatte. Ab 1986 unterrichtete er an der Schule der Jazzimprovisationin Mont-Saint-Aignan von Christian Garros, eine Position, die er nie verlassen sollte. Des Weiteren spielte er in einem Trio, das er 1990 mit dem Pianisten Éric Prud’homme und dem Bassisten Emmanuel Thiry gegründet hatte und auch bei Jazz sous les pommiers  und in Deutschland gastierte. Außerdem arbeitete er mit Künstlern wie Glenn Ferris, André Villéger oder Turk Mauro. Aufnahmen entstanden auch mit dem Jean-Pierre Nicole Quartet, Pierre Jocelyn, Roland Dollé, der Musicazzac Big Band sowie den Gruppen Teib Unit, Trionyx und Waves. Weiterhin leitete er gemeinsam mit François Coudurier Workshops in Unternehmen zum Thema „Improvisation-Jazz et Management“. Ferner veranstaltete er eine dem Jazz gewidmete Sendung im Rundfunk und war 40 Jahre lang offizieller Schlagzeuger des „Grand Turk Orchestra“. Duménil starb nach längerer Krankheit im Alter von 63 Jahren.